# Uvex
La uvex Winter Holding GmbH & Co. KG è una società tedesca che controlla le società filiali uvex safety group, uvex sports group e Filtral group. L'azienda produce articoli per la sicurezza in ambito lavorativo e sportivo.

## Storia
Viene fondata nel 1926 da Philipp M. Winter con la società Optische-Industrie-Anstalt Philipp M. Winter a Poppenreuth (Fürth) che si occupava già allora di occhiali protettivi. Nel 1936 l'azienda si sposta nella città capoluogo Fürth.
Nel 1962 la società diventa Winter Gesellschaft für Optik und Augenschutz, e il figlio di Winter, Rainer Winter, ne prende il controllo. Il marchio uvex diventa l'acronimo di „ultraviolet excluded“, per la produzione di occhiali da sole con protezione ai raggi UV.
Dal 1970 avviene l'espansione societaria con l'attuale struttura dal 1994. Nel 1999 diventa presidente Michael Winter.

## Galleria d'immagini

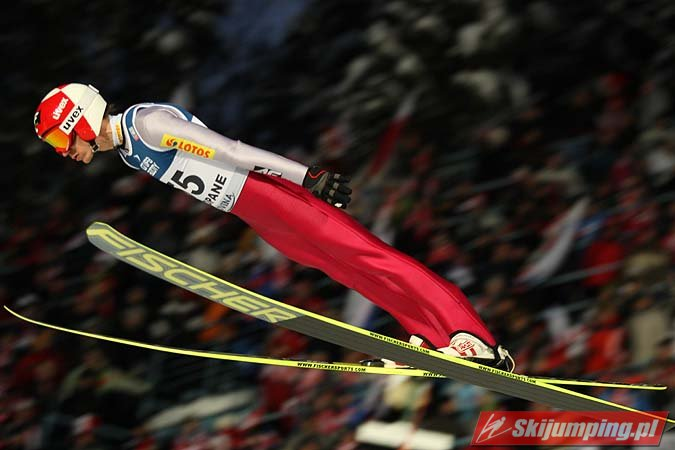
Kamil Stoch con un casco uvex in un salto con gli sci nel 2013 a Zakopane